# L'Església catòlica i la pena de mort
L'acceptació i l'aprovació de la pena de mort a l'Església catòlica ha variat al llarg del temps, essent l'Església cada vegada més crítica amb la pràctica des de mitjan segle xx. El 2018, es va revisar el Catecisme de l'Església Catòlica per llegir: "a la llum de l'Evangeli", la pena de mort és "un atac a la inviolabilitat i la dignitat de la persona", i ara defensa que la pena de mort sigui abolida a tot el món.
En els segles passats, l'ensenyament de l'Església catòlica generalment acceptava la pena de mort sota la creença que era una forma d'assassinat lícita. Però a mitjan segle xx, sobretot des del Concili Vaticà II, l'Església catòlica es va oposar fermament a la pena de mort. Així, personatges de l'Església moderna com el papa Joan Pau II o el papa Francesc, han desincentivat activament la imposició de la pena de mort i han defensat la seva abolició. Durant el seu papat, Joan Pau II va apel·lar a un consens per posar fi a la pena de mort, ja que era "cruel i innecessària".
El papa Francesc també va proposar l'abolició de la cadena perpètua, que considerava que era només una variació de la pena de mort.